# Historická lesná úvraťová železnica
Historická lesná úvraťová železnica (pol. Historyczna Leśna Kolej Nawrotowa) – muzealna kolej wąskotorowa w regionie Kysuce w północno-wschodniej Słowacji, o rozstawie szyn 760 mm, działająca na odcinku dawnej Kysucko-Orawskiej Kolei Leśnej zbudowanej w latach 1916–1926. Na innym odcinku tej kolei działa muzealna Orawska Kolej Leśna (Oravská lesná železnica).

## Historia
W 1914 roku zrzeszenie właścicieli lasów obszaru dorzecza Białej Orawy (Komposesorat Orawski) oraz spółka akcyjna z Wiednia otrzymały niezależnie od siebie zezwolenia na budowę kolei leśnych na Orawie i w Kysucach. Zezwolenie na przewozy zostało wydane odpowiednio 27 lipca i 15 października 1918 roku. W latach 1925–1926 wybudowano odcinek o długości 10,5 km, łączący sieci kolei wąskotorowej na Orawie i w Kysucach, tworząc Kysucko-Orawską Kolej Leśną (Kysucko-oravská lesná železnica), z główną linią o długości 61 km z Łokczy po stronie orawskiej do Oszczadnicy, gdzie była skomunikowana z Koleją Koszycko-Bogumińską. Budowa łącznicy wiązała się z koniecznością pokonania trudności technicznych związanych z podjazdem na stromy stok Beskidu, co rozwiązano za pomocą zastosowania nawrotów (nazywanych też pętlicami) na stacjach w Chmúra i na przełęczy Beskyd oraz trzech pomiędzy nimi. Trawersując pokonywane wzniesienia, pociągi kolejki, to jadąc w przód, to w tył, na długości 1,5 km pokonywały po stronie kysuckiej różnicę wzniesień wielkości 217,69 metrów, przy pochyleniu dochodzącym do 73‰. Stacja Beskyd, na wysokości 939 m n.p.m., stanowiła zarazem granicę między Kysucami a Orawą. Łącznie z licznymi bocznicami, pod koniec lat 20. sieć sięgnęła maksymalnie długości ok. 110 km, przy długości głównej linii 61 km.
Po II wojnie światowej kolej upaństwowiono, a jej zarząd państwowej kolei leśnej mieścił się w Zákamenném. W następnej dekadzie zwożenie drewna tym środkiem transportu przestało być opłacalne, a zastąpił je transport samochodowy. W styczniu 1969 roku władze czechosłowackie zdecydowały o likwidacji kolei do końca 1971 roku. Przewozy zawieszono oraz rozpoczęto demontaż torów i infrastruktury. Dzięki protestom miłośników kolei i techniki, uratowano przed rozbiórką ośmiokilometrowy odcinek między Tanečníkiem (przysiółek Orawskiej Leśnej) a stacją Chmúrą, obejmujący część łącznika wybudowanego w 1926 roku, z najcenniejszym pod względem rozwiązań technicznych układem nawrotów. Zachowany odcinek został w 1991 roku uznany za narodowy zabytek kultury Republiki Słowackiej jako zabytek techniki.

## Zachowanie jako kolej turystyczna

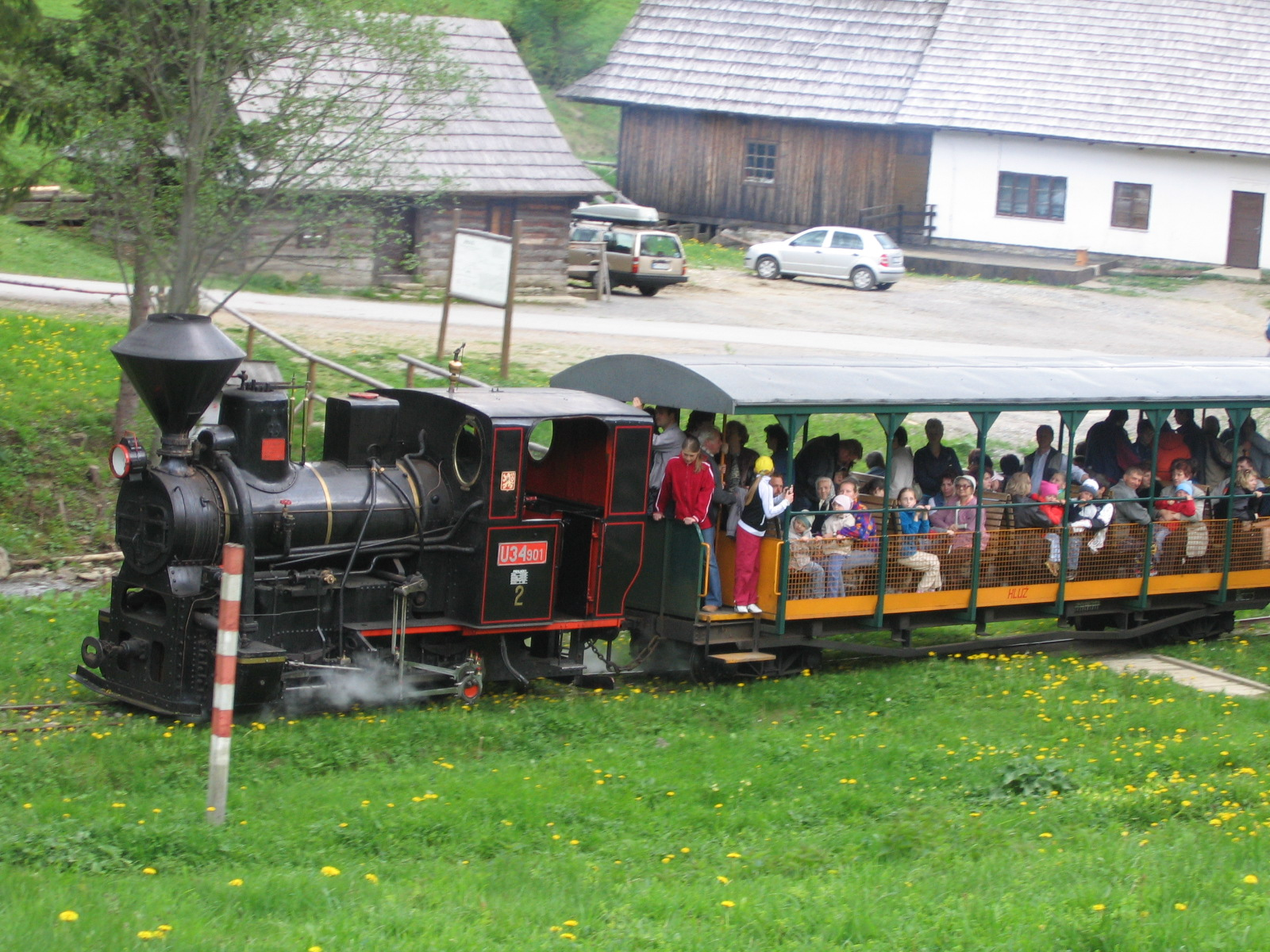
Pociąg z parowozem U34.901 na stacji Skanzen w 2006

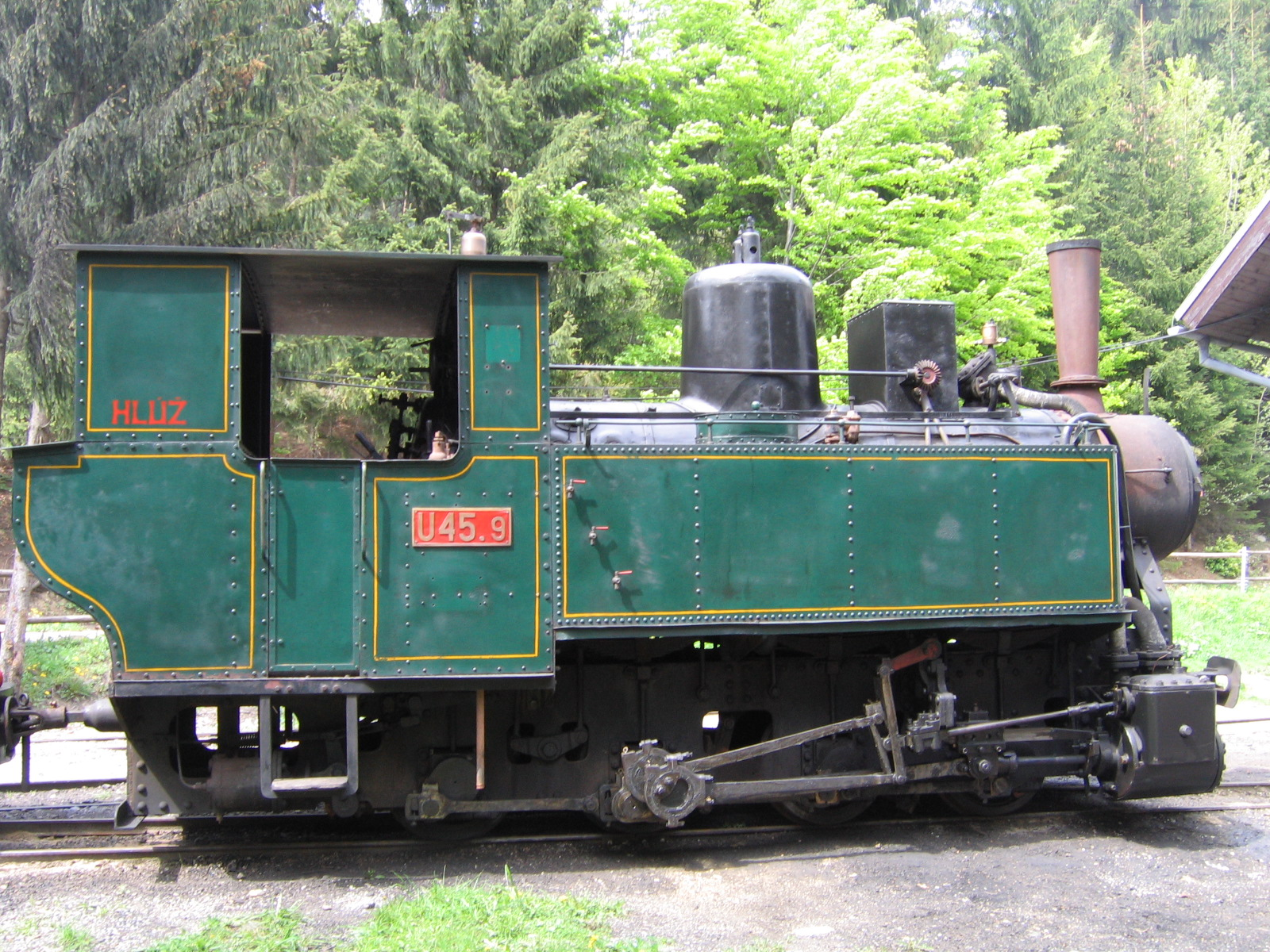
Parowóz U45.9 w 2006

Od strony kysuckiej, w 1974 roku część kolei oddano Muzeum Kysuckiemu w Czadcy, które jednocześnie przystąpiło w tym roku do budowy w tym rejonie skansenu budownictwa ludowego – Muzeum Wsi Kysuckiej. Zrekonstruowano rozebrany uprzednio odcinek o długości 2,7 km między stacjami Chmúra a Kubátkovia (w Vychylovce – części Nowej Bystrzycy). Techniczny ruch wznowiono 24 sierpnia 1980 roku, następnie organizowano na części linii między Kubátkovią a Muzeum Wsi Kysuckiej sporadyczne pociągi specjalne. Po dofinansowaniu przez Ministerstwo Kultury Słowacji, na początku lat 90. zintensyfikowano prace nad udostępnieniem kolei do przewozów pasażerskich. W 1991 roku kolejka turystyczna otrzymała nazwę Historycznej Leśnej Kolei Nawrotowej (Historická lesná úvraťová železnica), w skrócie HLÚŽ. W latach 1991–1993 zbudowano parowozownię, będącą kopią parowozowni z powaskiej kolei leśnej. Równocześnie między 1992 a 1994 rokiem z pomocą wojska słowackiego wykonano remont linii między Kubatkovią a Beskydem. Pod zarządem Muzeum Kysuckiego znajduje się odcinek o długości 7,64 km od stacji Kubatkovią do przełęczy Beskyd.
Od 1995 roku rozpoczęto na HLÚŽ rozkładowy sezonowy ruch turystyczny w miesiącach od maja do października. Turystyczne składy kursują na trasie Kubátkovia (Vychylovka) – skansen – Chmúra, wjeżdżając dalej tylko na fragment pierwszego trawersu . W 2000 roku pożar uszkodził część taboru, głównie spalinowego.
Kolej posiada parowozy U34.901 z 1909 roku i większy U45.9 z 1916 roku (nie wszystkie sprawne w tym samym czasie), a także lokomotywy spalinowe.
Na odcinku orawskim część przejęło Muzeum Orawskie. Dopiero 31 maja 2008 wznowiono tam ruch pociągów turystycznych jako Orawska Kolej Leśna na odcinku Tanečník – Beskyd. Na środkowym odcinku Chmúra – Beskyd pomiędzy koleją kysucką a orawską prowadzony był ruch drezynowy.

## Tabor HLUŽ

### Czynny lub w naprawie
- parowóz U34.901: produkcja MÁV, nr/rok: 2282/1909; moc 60 KM, tendrzak, układ osi C, poprzednio na Kolei Ciernohronskiej[3][7]
- parowóz U45.9: produkcja MÁV, nr/rok: 4281/1916; moc 80 KM, tendrzak, układ osi D, od początku na kolei orawskiej[7]
- lokomotywy spalinowe, w tym DH120-44[7]

### Nieczynny
- parowóz prod. ČKD, nr/rok: 2612/1948 (eksponat)[7]
- parowóz prod. Krauss-Maffei: 15791/1940 (eksponat Chmura)[7]
- parowóz prod. Henschel: 20615/1926 (eksponat do renowacji)[7]